# Raiamas moorii
Raiamas moorii é uma espécie de peixe actinopterígeo da família Cyprinidae.
Pode ser encontrada nos seguintes países: Burundi, Ruanda e Tanzânia.
Os seus habitats naturais são: rios, lagos de água doce, marismas de água doce e deltas interiores.